# Anchises

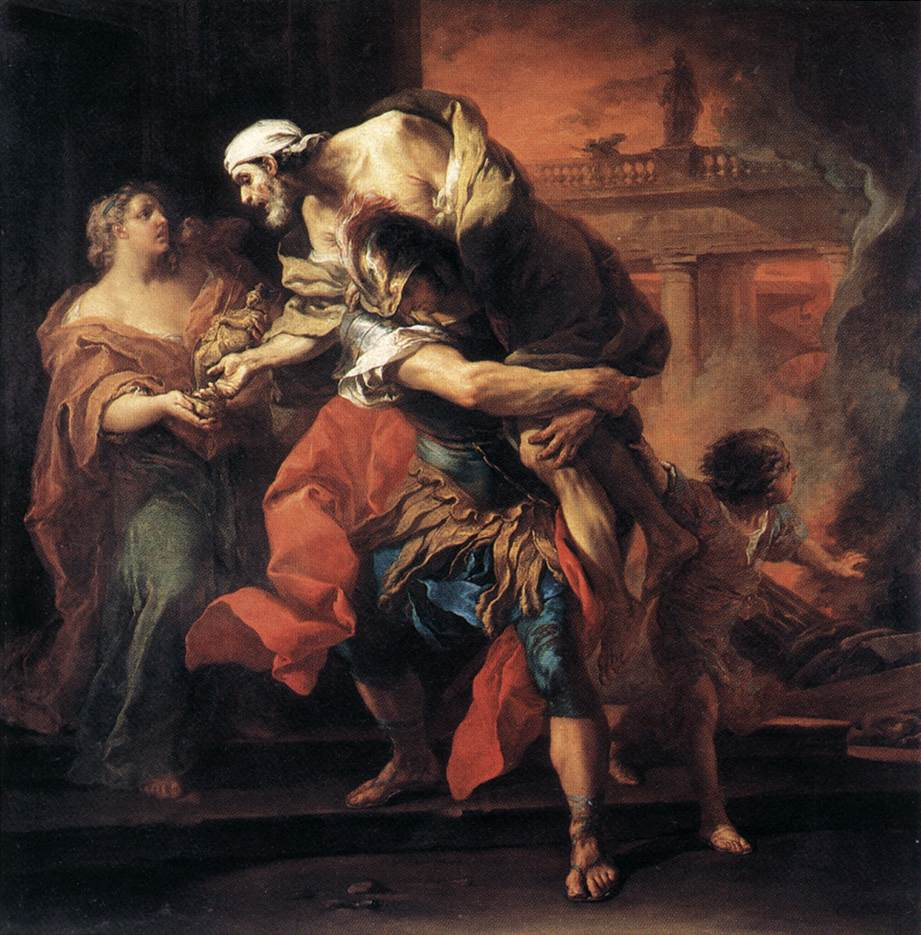
Äneas trägt Anchises
Karlo van Loo

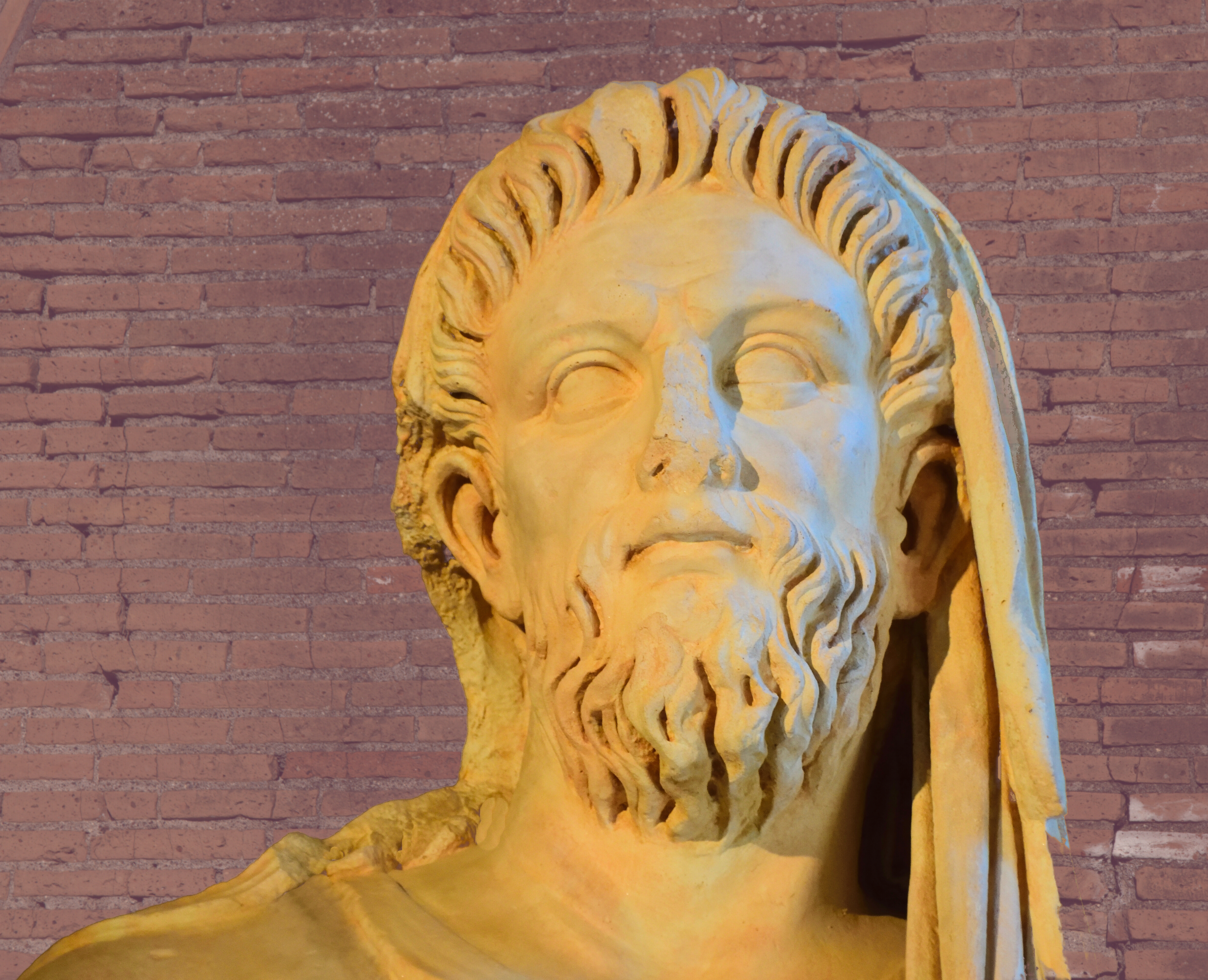
Haupt des Anchises, ein Fragment aus einer Statuengruppe, die mit Aeneas und Ascanius die Flucht aus Troja dargestellt hat

Anchises (altgriechisch Ἀγχίσης Anchísēs) ist eine Gestalt aus der griechischen Mythologie, bekannt als schöner König von Dardanos nahe Troja, ein Spross aus altem trojanischem Königsgeschlecht, Sohn des Kapys und der Themiste (Tochter des Ilos) und Bruder des Laokoon.
Er war Vater der Hippodameia, des Lyros (der kinderlos starb) und des trojanischen Helden Aeneas, den er mit der Göttin Aphrodite gezeugt hatte, als sie ihm einst auf dem Ida in Gestalt einer phrygischen Hirtin (Kythereia) erschienen war.

Denn Zeus hatte die Liebesgöttin in unstillbare Liebe zu Anchises entbrennen lassen. Obwohl dieser außerordentlich schön war, schämte sich Aphrodite einer Liebe zu einem Sterblichen, derer sie sich nicht erwehren konnte. Deshalb verbot sie ihm, davon anderen zu berichten. Im Weinrausch übertrat er jedoch das Verbot und wurde deshalb von einem Blitz des Zeus gelähmt (und/oder geblendet). Am Ende des Trojanischen Krieges musste Aeneas ihn also auf seinen Schultern aus dem brennenden Troja tragen.
Vergil berichtet, dass Anchises wesentlich daran beteiligt war, dass die Irrfahrten des Aeneas so lange dauerten, da er ein Orakel des Apollon missdeutete und die „alte Mutter“ für Kreta hielt, in Wirklichkeit aber Italien damit gemeint war. Anchises starb auf Aeneas’ Irrfahrten in Drepanon auf Sizilien. Seine Begräbnis-Zeremonie ging in die Riten der Römer über.